# Linh Dan Pham
Linh Dan Pham (nascida Phạm Linh Đan; 20 de junho de 1974) é uma atriz francesa nascida no Vietnã.

## Biografia
Linh Dan Pham nasceu em Saigon, Vietnã do Sul mas mudou-se com sua família para a França um ano depois, logo antes da Queda de Saigon, e cresceu em Paris. Ela morou em Haia, Singapura, Nova Iorque e Londres e fala francês, vietnamita e inglês. Em 2000 ela se casou com Andrew Huntley, banqueiro britânico que conheceu quando ambos viviam em Ho Chi Minh.

## Carreira
Ela é mais conhecida por interpretar a órfã Camille no filme vencedor do Óscar de 1992 Indochine, ao lado de Catherine Deneuve. Pham recebeu uma indicação ao César de melhor atriz revelação pelo seu papel.
Linh Dan Pham estudou atuação na Lee Strasberg Theatre and Film Institute em Nova Iorque. Em 2005, Pham voltou a atuar no filme De battre mon cœur s'est arrêté, vencedor do BAFTA e César, pelo qual ela foi indicada novamente e venceu o César de melhor atriz revelação. No mesmo ano, ela voltou a morar na Europa para continuar a sua carreira. Desde então, ela participou de filmes como Dante 01, Pars vite et reviens tard, Sr. Ninguém, Le Bruit des Gens Autour, Le bal des actrices e Tout ce qui brille.
Ela também fez uma participação especial no thriller de ação de Lilly e Lana Wachowski, Ninja Assassino, como uma assassina enviada para matar o herói do filme interpretado pelo cantor coreano Rain.

## Filmografia

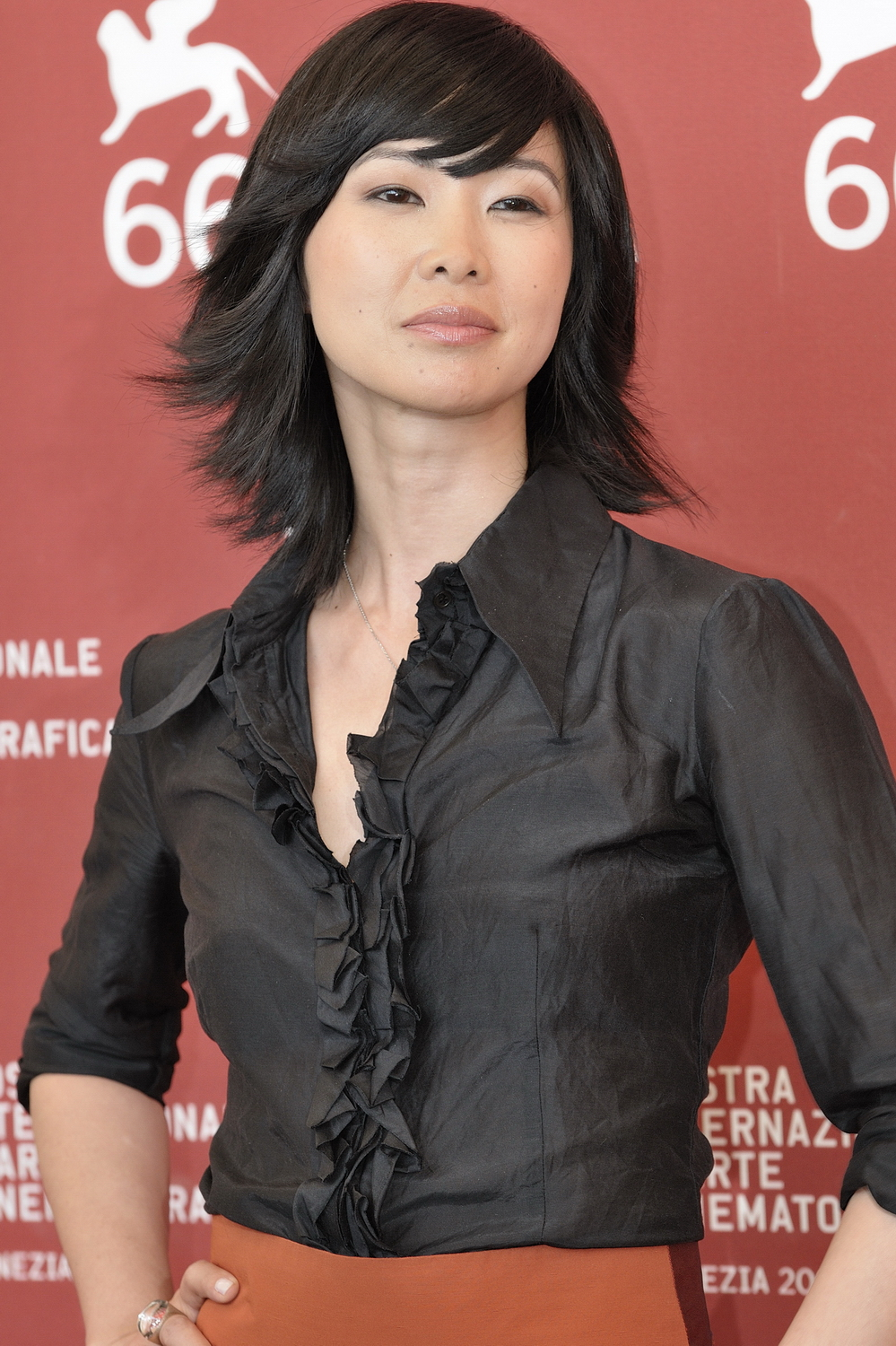
Pham na estreia de Sr. Ninguém na 66ª edição do Festival Internacional de Cinema de Veneza.

| Ano  | Título                             | Papel          | Diretor                          | Notas                                      |
| ---- | ---------------------------------- | -------------- | -------------------------------- | ------------------------------------------ |
| 1992 | Indochine                          | Camille        | Régis Wargnier                   | Indicada - César de melhor atriz revelação |
| 1994 | Jamila                             | Jamila         | Monica Teuber                    |                                            |
| 2005 | Les mauvais joueurs                | Lu Ann         | Frédéric Balekdjian              |                                            |
| 2005 | De battre mon cœur s'est arrêté    | Miao Lin       | Jacques Audiard                  | César de melhor atriz revelação            |
| 2006 | Les hommes de coeur                | Nawin          | Édouard Molinaro                 | Série de televisão (1 episódio)            |
| 2006 | Tierärztin Dr. Mertens             | Chea San       | Mathias Luther                   | Série de televisão (1 episódio)            |
| 2007 | Pars vite et reviens tard          | Camille        | Régis Wargnier                   |                                            |
| 2007 | This Life + 10                     | Me-Linh        | Joe Ahearne                      | Telefilme                                  |
| 2008 | Dante 01                           | Elisa          | Marc Caro                        |                                            |
| 2008 | Le bruit des gens autour           |                | Diastème                         |                                            |
| 2009 | Chơi vơi                           | Câm            | Bui Thac Chuyên                  |                                            |
| 2009 | Sr. Ninguém                        | Jeanne         | Jaco Van Dormael                 |                                            |
| 2009 | Ninja Assassino                    | Pretty Ninja   | James McTeigue                   |                                            |
| 2009 | Le Bal des actrices                | Ela mesma      | Maïwenn                          |                                            |
| 2009 | Pigalle, la nuit                   | Sinh           | Hervé Hadmar                     | Minissérie                                 |
| 2010 | Tout ce qui brille                 | Joan           | Hervé Mimran e Géraldine Nakache |                                            |
| 2011 | De force                           | Ahn            | Frank Henry                      |                                            |
| 2011 | The Shape of Art to Come           |                | Julien Levy                      | Curta-metragem                             |
| 2012 | Associés contre le crime           | Marie Van Dinh | Pascal Thomas                    |                                            |
| 2012 | Zombie chéri                       | Aurore         | Jérôme Genevray                  | Curta-metragem                             |
| 2013 | Les yeux fermés                    | Claire         | Jessica Palud                    |                                            |
| 2013 | Le Grand méchant loup              | Lai            | Nicolas & Bruno                  |                                            |
| 2014 | Divin Enfant                       | Marie          | Olivier Doran                    |                                            |
| 2014 | Dépareillé                         |                | Michaël Pierrard                 | Curta-metragem                             |
| 2014 | The Innovators                     | Mic-Mac        | Carmen Chaplin                   | Curta-metragem                             |
| 2014 | One Child                          | Pan Qianyi     | John Alexander                   | Minissérie                                 |
| 2015 | La Vie très privée de Monsieur Sim | Liam           | Michel Leclerc                   |                                            |
| 2016 | Uchronia                           | The secretary  | Christophe Goffette              |                                            |
| 2018 | Casualty                           | Anh Tran       | Karen Kelly                      | Série de televisão (1 episódio)            |
| 2019 | Allée des Jasmins                  | Loan           | Stéphane Ly-Cuong                | Curta-metragem                             |
| 2019 | Qu'un sang impur...                |                | Abdel Raouf Dafri                | Pós-produção                               |
| 2020 | Faites des gosses                  | Meï            | Philippe Lefebvre                | Série de televisão Em produção             |
| TBA  | Blue Bayou                         | Parker         | Justin Chon                      | Pós-produção                               |

## Teatro
| Ano  | Título                               | Autor        | Diretor        |
| ---- | ------------------------------------ | ------------ | -------------- |
| 2018 | Certaines n'avaient jamais vu la mer | Julie Otsuka | Richard Brunel |